# One Piece – Abenteuer in Alabasta – Die Wüstenprinzessin
One Piece – Abenteuer in Alabasta – Die Wüstenprinzessin ist der achte Zeichentrick-Kinofilm zur Anime-Serie One Piece, die wiederum auf der gleichnamigen Manga-Serie des Mangaka Eiichirō Oda basiert. Er wurde 2007 vom Studio Tōei Animation produziert und in mehreren Sprachen veröffentlicht. Die Handlung des Films dreht sich um den Bürgerkrieg im Königreich Alabasta. Dieser Handlungsbogen ist auch Teil der Fernsehserien-Adaption.

## Handlung
Nefeltari Vivi trifft gemeinsam mit der Strohhutbande von Monkey D. Ruffy auf Sir Crocodiles Untergebenen Mr. 2. Dieser zeigt ihnen seine durch eine Teufelsfrucht erworbene Fähigkeit, das Aussehen eines jeden anzunehmen, dessen Gesicht er berührt hat. Vivi erzählt, wie Sir Crocodile sich als Held des Landes inszeniert hat, während er heimlich die Rebellenarmee und das Militär in Kämpfe gegeneinander verwickelt hat. Als die Strohhutbande die Wüste durchquert hat, finden sie die Basis der Rebellen zerstört vor. Die Rebellen, angeführt von Vivis Kindheitsfreund Koza, sind zur gleichen Zeit Zeuge, wie die Hafenstadt Nanohana niedergebrannt wird – von Mitgliedern Sir Crocodiles Barock-Firma, die als Soldaten verkleidet sind. Sie entscheiden sich, Alubarna anzugreifen, wo Mr. 2 in Gestalt des Königs Nefeltari Cobra die Armee gegen die Rebellen in Stellung bringt. Erneut in der Wüste wird Ruffy und seine Bande von Sir Crocodile und Ms. Bloody Sunday angegriffen. Ruffy kann die beiden ablenken, sodass seine Freunde fliehen können. Doch er selbst wird besiegt und lebendig begraben.
Als die Strohhutbande in Alubarna, der Hauptstadt von Alabasta, ankommen, werden sie von der Barock-Firma bereits erwartet. Ruffys Freunde locken die Leute von Barock in die Stadt, sodass Vivi die Rebellen aufhalten kann. Doch kann sie die Rebellen nicht überzeugen und eilt zurück in den Palast. Währenddessen besiegen Lysop und Chopper Mr. 4 und Miss Merry Christmas und Sanji Mr. 2. Im Palast angekommen überzeugt Vivi den kommandierenden General Chaka, den Palast in die Luft zu jagen, um die Kämpfe zu stoppen und alle ihr zuhören zu lassen. Doch Sir Crocodile und Ms. Bloody Sunday halten sie davon ab. In den Straßen der Stadt kann Nami Ms. Doublefinger und Zorro Mr. 1 besiegen. Koza, der mittlerweile ebenso im Palast angekommen ist, wird Zeuge, wie Sir Crocodile vom König über die antike Waffe Pluton ausfragt. Er greift gemeinsam mit Chaka Sir Crocodile an, doch beide scheitern. Sir Crocodile löst einen Sandsturm aus, der den Palast umschließt und das Beenden der Kämpfe umso mehr erschwert. Gemeinsam mit seiner Partnerin und dem König geht er in das Mausoleum, der gerade eintreffende Ruffy folgt ihnen. Es kommt zum Kampf, in dem Ruffy von Crocodiles giftigem Haken getroffen wird. Doch auch das hält ihn nicht auf. In der Stadt sucht die Strohhutbande nach einer von der Barock-Firma platzierten Bombe, die beide Armeen auslöschen soll. Sie finden sie gemeinsam mit Mr. 7 und Miss Father’s Day im Glockenturm der Stadt. Nach dem Sieg über beide Agenten entdeckt Vivi jedoch, dass die Bombe mit einem Zeitzünder versehen ist. Pell, einer der größten Kämpfer des Landes, opfert sich, um zu verhindern, dass die Bombe die Stadt zerstört. Zur gleichen Zeit gelingt es dem in Rage geratenen Ruffy, Crocodiles Haken zu zerbrechen und ihn zu besiegen.
Auf dem Stadtplatz präsentieren Chaka und Koza den besiegten Sir Crocodile als den Urheber der Rebellion und die Kämpfe hören auf. Es wird ein Bankett für  die Strohhutbande gegeben. Doch sie müssen schnell aufbrechen, denn eine Flotte der Marine ist auf dem Weg nach Alabasta. Vor die Entscheidung gestellt, sich der Bande anzuschließen, entscheidet sich Vivi in Alabasta zu bleiben und es wieder mit aufzubauen. Schließlich kann sie sogar Pell finden, der noch am Leben ist.

## Produktion und Veröffentlichungen
Der Film wurde von Tōei Animation produziert, Regie führte Takahiro Imamura. Das Drehbuch stammt von Hirohiko Uesaka. Das Charakterdesign entwarf Eisaku Inoue und für die künstlerische Leitung war Ryūji Yoshiike verantwortlich. Die verwendete Musik stammt von Kazuhiko Sawaguchi, Kōhei Tanaka, Minoru Maruo, Shiroh Hamaguchi und Yasunori Iwasaki.
Der Anime wurde in Japan ab dem 3. März 2007 im Kino gezeigt. Eine synchronisierte Fassung für DVD ist am 24. Februar 2012 bei Kazé Deutschland erschienen. Am 6. Oktober 2012 feierte der Film seine Free-TV Premiere. Er wurde unter anderem auch ins Englische, Französische, Italienische und Chinesische übersetzt. In den USA war der Film auch in einigen Kinos zu sehen.
Der Verlag Shūeisha veröffentlichte zwei Adaptionen des Films. Der Anime-Comic und die Light Novel erschienen beide unter dem Titel Gekijōban One Piece: Episōdo obu Arabasuta: Sabaku no Ōjo to Kaizoku-tachi (劇場版One Piece エピソード オブ アラバスタ 砂漠の王女と海賊たち) am 4. und 7. März 2007.

## Synchronisation
Die deutsche Synchronisation wurde vom Münchner Synchronstudio der PPA Film GmbH produziert. Das Dialogbuch wurde von Inez Günther geschrieben, welche ebenfalls die Synchronregie übernommen hatte.
| Rolle                         | Japanischer Sprecher (Seiyū)       | Deutscher Sprecher       |
| ----------------------------- | ---------------------------------- | ------------------------ |
| Monkey D. Ruffy               | Mayumi Tanaka                      | Daniel Schlauch          |
| Lorenor Zoro                  | Kazuya Nakai                       | Philipp Brammer          |
| Nami                          | Akemi Okamura                      | Stephanie Kellner        |
| Lysop                         | Kappei Yamaguchi                   | Dirk Meyer               |
| Sanji                         | Hiroaki Hirata                     | Hubertus von Lerchenfeld |
| Nefeltari Vivi                | Misa Watanabe                      | Kathrin Gaube            |
| Tony Chopper                  | Ikue Ohtani                        | Martin Halm              |
| Corsa                         | Takeshi Kusao Naomi Shindou (Kind) | Martin Halm              |
| Sir Crocodile/Mr. 0           | Ryuuzaburou Ootomo                 | Frank Röth               |
| Nico Robin/Miss Bloody Sunday | Yuriko Yamaguchi                   | Simone Brahmann          |
| Bon Curry/Mr. 2               | Kazuki Yao                         | Pierre Peters-Arnolds    |
| Nefeltari Kobra               | Iemasa Kayumi                      | Michael Schwarzmaier     |
| Daz Bones/Mr. 1               | Tetsu Inada                        | Crock Krumbiegel         |
| Zala/Miss Doublefinger        | Yûko Tachibana                     | Susanne von Medvey       |
| Chaka                         | Kihachirou Uemura                  | Ole Pfennig              |
| Babe/Mr. 4                    | Masaya Takatsuka                   | Thomas Albus             |
| Drophy/Miss Merry Christmas   | Mami Kingetsu                      | Inez Günther             |
| Mr. 7                         | Keisuke                            | Ulrich Frank             |
| Miss Father’s Day             | Tomoko Naka                        | Julia Haacke             |
| Peruh                         | Kenji Nojima                       | Jan Makino               |
| Toto                          | Masaaki Tsukada                    | Manfred Erdmann          |
| Hagwar D. Sauro               | Takeshi Kusao                      | Michael Gahr             |

## Erfolg
In Japan stieg der Film auf Platz 2 der Kino-Charts ein. Das Einspielergebnis in Japan lag bei 7,076 Mio. US-Dollar, das weltweite Ergebnis bei 7,091 Mio. US-Dollar.